# Charly Wüllner
Charly Wüllner (* 6. September 1939 in Hamburg) ist ein deutscher Künstler und Literat. Er lebt und arbeitet in Hamburg.

## Werdegang
Wüllner war nach der Schulzeit im Jahre 1958 zunächst Bühnenbildner-Volontär am Schauspielhaus Hamburg. Von 1960 bis 1961 studierte er erst an der Hochschule für Bildende Künste Hamburg, danach von 1960 bis 1966 an der Hochschule für Bildende Künste in Berlin freie Malerei und ist seither als freischaffender Künstler tätig. 1967 war er Mitgründer des gegenkulturellen wham — Büro Kunst, für szenische Aktion und Agitation. Ein Jahr später beteiligte er sich als Mitorganisator und mit einem eigenen künstlerischen Beitrag zur Wetterkunde an der Mixed Media Show im alten Kunsthaus Hamburg. Ab 1977 publizierte er regelmäßig in der Zeitschrift Boa Vista. In einer Ausstellung wurden nach Aussagen des Künstlers 340 Exponate aus seiner Zeichenwerkstatt gezeigt.

## Gruppenausstellungen
- 1972 Landschaft, Landschaft. Nassauischer Kunstverein, Wiesbaden[3]
- 1978 Hamburger Kunstwochen 78, Kunstverein in Hamburg[3]
- 1979 Eremit? Forscher? Sozialarbeiter? Das veränderte Selbstverständnis von Künstlern. Kunstverein in Hamburg[3]
- 1982 Dorn im Auge (mit Das Evolutionsbüro auf dem Marktplatz), Ausstellung der Freien Vereinigung Bildender Künstler/Hamburg zur „2. Woche der Bildenden Kunst“, Schlenburgfabrik Hamburg-Barmbek.
- 2012 20 junge Hamburger Künstler. Kunsthaus Hamburg[3]

## Einzelausstellungen
- 1970 Die Wetter und Natur Maschine RS 1, Kunsthaus Hamburg
- 1976 Konferenz der Stadtbewohner, Galerie Schnecke, Hamburg
- 1977 Die Konferenz der armen und reichen Länder über Zusammenleben und Zusammenarbeit. Algier, Mai 1977. Galerie Situation 2, Hamburg
- 1980 Der Weg nach Glückstadt, Kunsthaus Hamburg
- 1988 Radio CW Sendung auf der Palme. Textmusik/Gedankenkunst. Galerie HeimART, Hamburg
- 1991 Zeichnungen und Collagen. Studio Galerie, Hamburg.
- 1992 Zeichnungen. Galerie Inselstraße 13, Berlin
- 1993 Planetzeit – Zeitplanet. Villa Lupi, Hamburg
- 1998 Rita die Stadt. Zeichnungen. Künstlerhaus Bergedorf
- 2007 Bleistift CW: Die Hamburger Papiere. Die Geistesgegenwart in der Zivilisation. 340 Zeichnungen, Kunsthaus, Hamburg
- 2016 Café Paradox, Scorpion Galerie, Hamburg
- 2023 Sucherei und Finderei (gemeinsam mit Petra Hasselbring), Scorpion Galerie und Pop Up Raum, Hamburg

## Publikationen

### Eigene Bücher
- Expedition Glückstadt. Edition Howeg, Zürich, 1980.
- Heimatstadt Hamburg. Das Leben im Zuhausesein und die Jahreszeiten-Szenen. Edition Howeg, Zürich/Institut Boomerang, Hamburg, 1982.
- Zeitraum – Weltanschauung. Edition Howeg, Zürich, 1983.
- Das Bordbuch. Das Eisberg Projekt. Der Grönland-Eisberg-Schleppzug nach Afrika. Büro Weltraum, 1986.

### Eigene Zeitungen
- 1970 Die Wetterzeitung. Edition Howeg, Zürich
- 1970 Die Naturzeitung. Edition Howeg, Zürich
- 1970 Die Projektzeitung Hamburg. Edition Howeg, Zürich
- 1970 Die Stadt und Landzeitung. Edition Howeg, Zürich
- 1971 Die Spielzeitung. Edition Howeg, Zürich
- 1972 Die Stadtzeitung. Edition Howeg, Zürich
- 1976 Die Konferenz der Stadtbewohner – Mai Hamburg 1976.
- 1976 Mappe mit 5 Stadtzeitungen. Edition Howeg, Zürich
- 1976 Die Atomzeitung 1. Edition Howeg, Zürich
- 1976 Die Atomzeitung 2. Edition Howeg, Zürich
- 1977 Die Konferenz der armen und reichen Länder – Algier, Howeg, Zürich
- 1977 Mappe mit 4 Weltzeitungen. Howeg, Zürich
- 1978 Die Krieg und Frieden Zeitung. Howeg, Zürich
- 1978 Die Europazeitung. Edition Howeg, Zürich
- 1979 Die Happy End Zeitung. Edition Howeg, Zürich
- 1982 * Das Bordbuch. Das Eisberg Projekt. Der Grönland-Eisberg-Schleppzug nach Afrika. Büro Weltraum, 1986.

### Zeitschriftenbeiträge
- Der Besuch in Hamburg in Boa Vista Nr. 4, Zeitschrift für neue Literatur, Edition Boa Vista, Hamburg 1977.
- Zwei Wochen in Hamburg. Die Augenscheinnahme der Alster und des Fernsehturms in Boa Vista Nr. 5, Zeitschrift für neue Literatur, Edition Boa Vista, Hamburg 1977.
- Erzählungen zum Frieden in Boa Vista Nr. 6, Edition Boa Vista, Zeitschrift für neue Literatur, Edition Boa Vista, Hamburg 1978.
- Doktor Scharlo. Die Amerikanische Reise. in Boa Vista Nr. 7, Edition Boa Vista, Zeitschrift für neue Literatur, Edition Boa Vista, Hamburg 1980.
- Doktor Scharlo in Französien in Boa Vista Nr. 8, Edition Boa Vista, Zeitschrift für neue Literatur, Edition Boa Vista, Hamburg 1983.

## Auszeichnungen
- 1980 Amsinck Stiftung, Hamburg
- 1981 Arbeitsstipendium Bildende Kunst. Hamburg
- 1990 Literaturförderpreis, Hamburg

## Öffentliche Sammlungen
- Kupferstichkabinett, Hamburger Kunsthalle
- Zeitgenössische Sammlung der Volksfürsorge, Hamburg